# Katalin

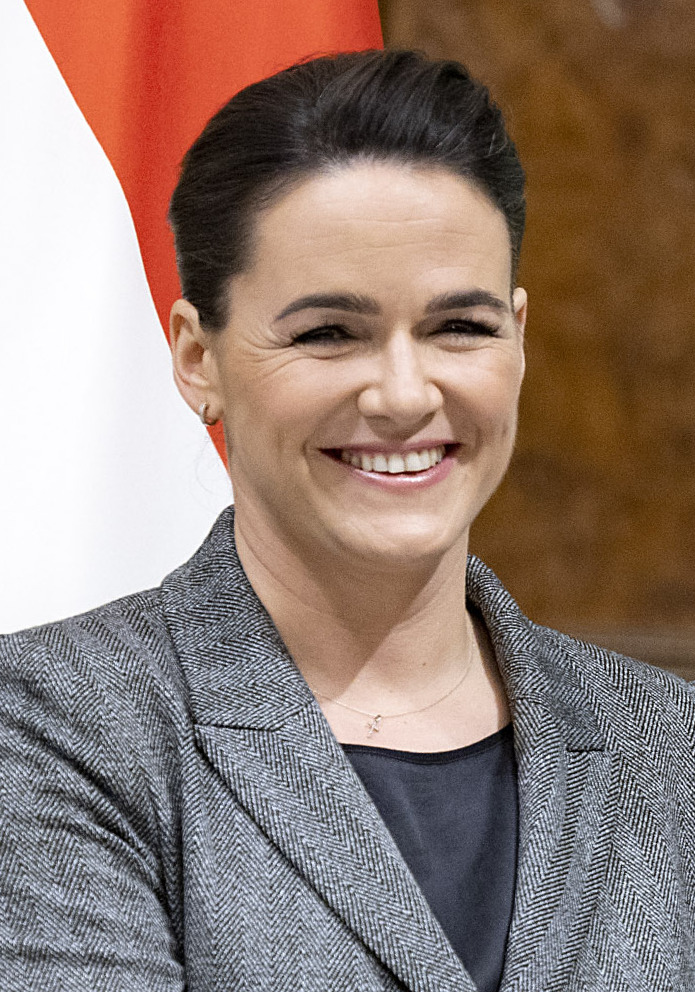
Katalin Novák, 2023.

Katalin, även stavat Catalin, är ett ungerskt kvinnonamn – en form av Katarina som betyder "ren", "obefläckad"'. Stavat "Katalin" bars namnet den 31 december 2022  av 739 kvinnor i Sverige. Av dessa bar 443 namnet som tilltalsnamn. I Sverige bärs namnet med denna stavning inte av några män, vilket dock förekommer i andra länder.
Stavat "Catalin" bars den 31 december 2022 namnet av 267 män i Sverige, varav 152 hade det som tilltalsnamn. Vid denna tidpunkt hade 15 kvinnor namnet, varav 8 som tilltalsnamn. Utöver detta hade dessutom två personer namnet som efternamn.

## Personer
- Katalin Karikó (född 1955), ungersk biokemist och nobelpristagare
- Katalin Novák (född 1977), Ungerns president
- Katalin Sárosi (1930–2000), en ungersk sångare
- Katalin Varga (1802–efter 1852), en transsylvansk gruvledare